# Roman Kroczak
Roman Kroczak (ur. 11 kwietnia 1925 r. we Lwowie) – polski stulatek, motorniczy tramwaju.
Urodził się 11 kwietnia 1925 r. we Lwowie, gdzie mieszkał do końca II wojny światowej. W trakcie okupacji niemieckiej pracował w gospodarstwach rolnych i fabryce zbrojeniowej. Po wojnie musiał opuścić Lwów i trafił do Żarowa, a następnie przeniósł się do Wrocławia i znalazł pracę w MPK Wrocław. Podczas 40 lat kariery zawodowej pracował jako konduktor, a potem przez 20 lat jako motorniczy.
Żonaty z Franciszką, miał z tego związku 5 dzieci. 